# 月亭遊方
月亭 遊方（つきてい ゆうほう、1964年9月4日 - 、本名・斉野 雄介）は、兵庫県西宮市出身の落語家。出囃子は「岩見」。吉本興業所属。
自称「高座のロックン・ローラー」。ロック・マニアである。定紋は月紋（または結三柏）。

## 来歴・人物
学生時代は音楽に没頭。その傍らABCラジオ『ABCヤングリクエスト』のリスナーでもあり、そこで笑福亭仁鶴、月亭八方の芸に触れる。明治大学商学部に入学後、落語研究会に入り、2年時にはプロになることを決意し退学、八方に弟子入り。八方宅の2階に間借りしつつ、1階のお好み焼き屋でバイトを始める。1986年2月、正式に八方に入門。4歳年長の7代目月亭文都とは、入門が僅かに1か月だけ早かったため、兄弟子となった。T-遊方を名乗っていた時期もある。T-遊方時代、ABCテレビ『わいわいサタデー』の1コーナー「帰りたい帰れない」で、3か月間ホームステイをしたことがある。
高座では主に「カジュアルラクゴ」と称する自作を手掛ける。代表作には『戦え! サンダーマン』や『虚礼困惑騒動』『たとえばこんな誕生日』など50作ほど。日常生活の何気ない違和感や困惑を切り取って、どこか微笑ましいドタバタ劇を作り上げる手腕に勝れている。また彦八まつりのステージ企画「西川梅十三踊り教室おさらい会」では、ローリング・ストーンズなどロックの楽曲に乗せてかっぽれなどを舞っている。最近は「カジュアル古典」と名づけて、古典の改作も手掛けている。
2021年には「天満天神繁昌亭15周年記念特別公演」の実行委員長を務めた。実行委員（桂三幸、笑福亭喬介、桂華紋）を「スコーピオンズ」と名付けたり「繁昌亭SONIC 2021」という音楽中心の公演を設けるなどロック・マニアらしさを見せつつ、6週間にわたる公演を取り仕切った。
バンド「ヒロポンズ・ハイ」でギターを務める。2008年に繁昌亭大賞創作賞受賞。2010年4月に結婚。

## 弟子
- 月亭遊真
- 月亭希遊

### 元弟子
- 月亭禄遊（廃業）
- 月亭太遊 - 2025年3月に「ひょうきんなおっさん（剽軽奈 乙燦）」名義でフリーの落語家に転向。

## メディア

### テレビ
- 痛快!明石家電視台「実際どうなん!? 落語家夫婦」（2019年8月18日、MBSテレビ）[3]
- 御法度落語 おなじはなし寄席!（2021年2月6日、BS朝日）「まんじゅうこわい」

### ラジオ・配信番組
- 新ニッポンの話芸 ポッドキャスト[4] - ゲスト出演（第265回から第268回）
- 月亭八方のこれも何かのご縁です